# Lill-Tjärekallssjön
Lill-Tjärekallssjön är en sjö i Nordmalings kommun i Ångermanland och ingår i Lögdeälvens huvudavrinningsområde. Sjön har en area på 0,112 kvadratkilometer och ligger 172,1 meter över havet.

## Delavrinningsområde
Lill-Tjärekallssjön ingår i det delavrinningsområde (707568-166214) som SMHI kallar för Utloppet av Lill-Tjärekallssjön. Medelhöjden är 224 meter över havet och ytan är 3,2 kvadratkilometer. Räknas de 2 avrinningsområdena uppströms in blir den ackumulerade arean 12,06 kvadratkilometer. Vattendraget som avvattnar avrinningsområdet har biflödesordning 2, vilket innebär att vattnet flödar genom totalt 2 vattendrag innan det når havet efter 46 kilometer. Avrinningsområdet består mestadels av skog (85 procent). Avrinningsområdet har 0,11 kvadratkilometer vattenytor vilket ger det en sjöprocent på 3,5 procent.